# Homoneura laticosta
Homoneura laticosta är en tvåvingeart som först beskrevs av Thomson 1869.  Homoneura laticosta ingår i släktet Homoneura och familjen lövflugor. Inga underarter finns listade i Catalogue of Life.